# Gare de Connersville
La gare de Connersville est une gare ferroviaire des États-Unis située à Connersville dans l'état de l'Indiana.

## Histoire
Elle est mise en service en 1914 par la Cincinnati, Hamilton and Dayton Railway.

## Service des voyageurs

### Desserte
- Ligne d'Amtrak[1] :
  - Le Cardinal : Chicago - New York